# Теодор Кречмер
Теодор Кречмер (нім. Theodor Kretschmer; 26 листопада 1901, Бургаун — 5 грудня 1986, Шліц) — німецький штабний офіцер і воєначальник, генерал-майор вермахту. Кавалер Лицарського хреста Залізного хреста.

## Біографія
В 1919 році вступив добровольцем в гвардійську кавалерійську стрілецьку дивізію, служив в добровольчому кавалерійському кулеметному загоні «фон Ельтерляйн». 1 січня 1921 року переведений в 6-й піхотний полк, 1 грудня 1924 року — в 5-й мототранспортний батальйон, з 1 січня 1929 року — ад'ютант батальйону. З 1 квітня 1934 року — командир роти мототранспортної навчальної командир «Ордруф». З 1 жовтня 1935 року навчався у Військовій академії. З 1 вересня 1937 року — 1-й офіцер Генштабу (начальник оперативного відділу) 16-го армійського корпусу, з 1 жовтня 1938 року служив у відділі квартирмейстера головнокомандування корпусу.
З 1 квітня 1939 року — референт управлінської групи швидких військ ОКГ. З 10 червня 1940 року — командир 65-го танкового дивізіону. З 8 липня 1940 року знову служив в ОКГ. З 1 травня 1942 року — командир 36-го танкового полку. З 16 вересня 1942 року — начальник 3-го відділу кадрового управління ОКГ. 1 листопада 1944 року відряджений на курс командира дивізії в 16-ту танкову дивізію. З 1 лютого 1945 року — комнадир 17-ї танкової дивізії. 11 травня 1945 року взятий в полон радянськими військами. 10 листопада 1955 року звільнений.

## Звання
- Фенріх (1923)
- Оберфенріх (1924)
- Лейтенант (1 грудня 1924)
- Оберлейтенант (1 квітня 1928)
- Гауптман (1 серпня 1934)
- Майор (1 квітня 1939)
- Оберстлейтенант (1 квітня 1941)
- Оберст (1 жовтня 1942)
- Генерал-майор (1 квітня 1945)

## Нагороди
- Орден крові
- Медаль «За вислугу років у Вермахті» 4-го, 3-го і 2-го класу (18 років)
- Медаль «У пам'ять 13 березня 1938 року»
- Медаль «У пам'ять 1 жовтня 1938 року» із застібкою «Празький град»
- Залізний хрест 2-го і 1-го класу
- Німецький хрест в золоті (3 жовтня 1942)
- Почесна застібка на орденську стрічку для Сухопутних військ (5 березня 1945)
- Лицарський хрест Залізного хреста (8 березня 1945)